# Вогняна Земля, Антарктида та острови Південної Атлантики
Вогняна Земля, Антарктида та острови Південної Атлантики (ісп. Tierra del Fuego, Antártida e Islas del Atlántico Sur) — провінція Аргентини, розташована на крайньому півдні країни. Більшість території провінції розташована у східній частині острова Вогняна земля, тому вона не має сухопутних кордонів з іншими провінціями Аргентини. На заході межує з Чилі. Найближча аргентинська провінція — Санта-Крус розташована на північ від острова, відстань між якими розділяє Магелланова протока. На схід від острова знаходиться Атлантичний океан, а на південь — Антарктида.

## Географія та склад провінції

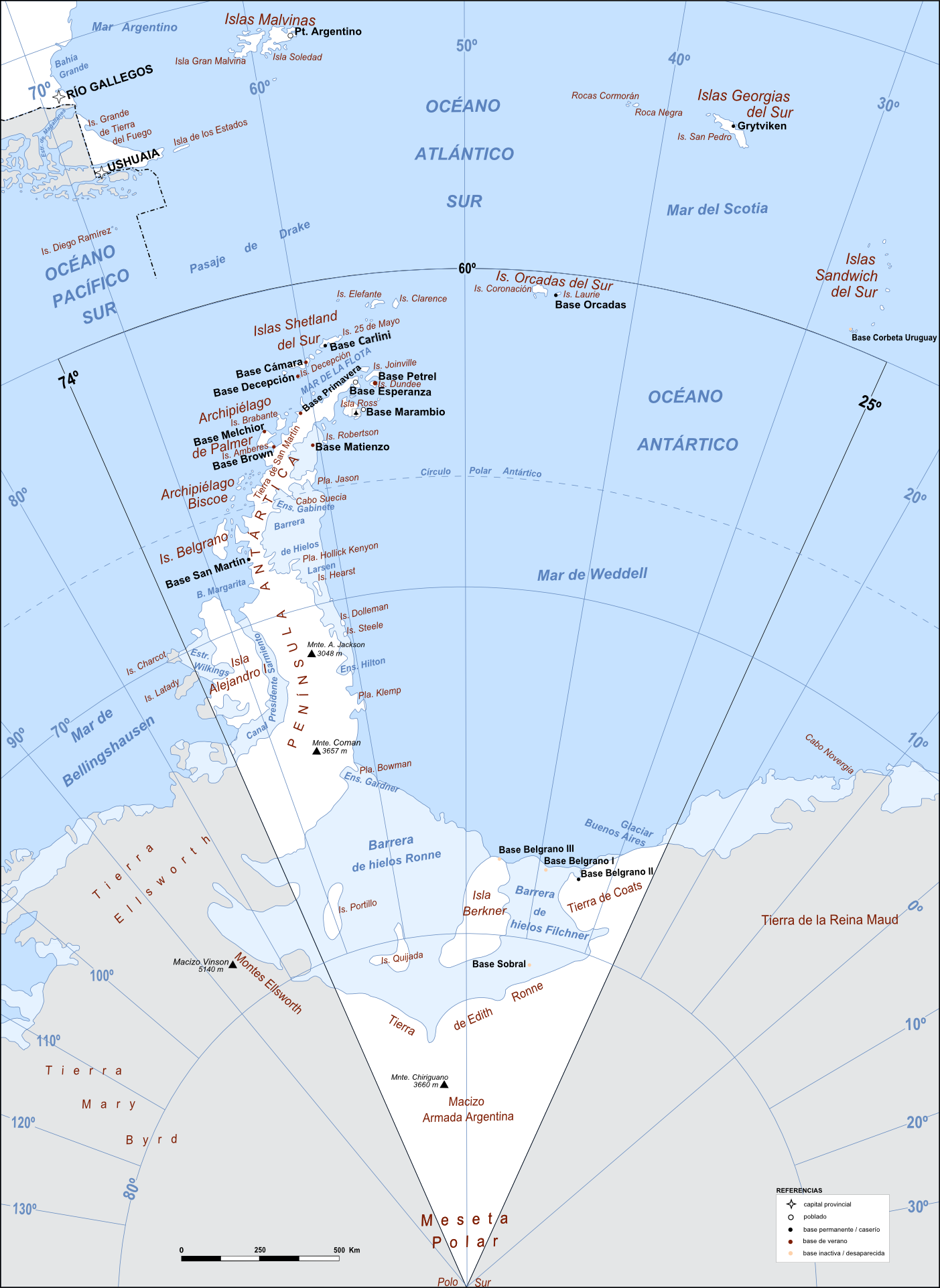
Мапа Вогняної Землі, Антарктиди та островів Південної Атлантики

Географічно провінція складається з трьох частин:
- Східної частини острову Вогняна земля
- Островів Південної Атлантики
- Аргентинська Антарктика

### Вогняна земля
На острові розташовані низькі гори і піщані пляжі. У центрі острова розташоване продовження Андської гірської системи, представлене г. Корну (висота 1 490 м). Середньорічна температура +5.3 °C, а середньорічна кількість опадів 300 мм, на півдні — 550 мм. Взимку тривалість світлового дня становить близько 7 годин, влітку — близько 20.
Найважливішою річкою провінції є Ріо-Гранде довжиною  240 км, яка впадає в Атлантичний океан біля однойменного міста. Поблизу міста Ушуая протікає Ріо-Олівія, де знаходиться ГЕС, що постачає місту електроенергію. Також у провінції знаходиться велика кількість льодовиків і льодовикових озер, зокрема Фаньяно, Ескондідо, Рока, Єуїн, Чепельмут та інші.

### Острови Південної Атлантики
До цієї частини провінції відносять Фолклендські (Мальвінські) острови, Південна Джорджія та Південні Сандвічеві острови, Південні Оркнейські острови, перші три з яких фактично знаходяться під управлінням Великої Британії.
На більшості островів Південної Атлантики переважає вологий клімат, особливо на Фолклендських островах. На островах Аньйо-Нуево і Естадос розташований низький густий ліс. Головні породи лісу: нотофагус антарктичний і нотофагус пляжний. Фолкленди частково заболочені, що дозволяє ґрунту вбирати зайві опади, на відміну від ближче розташованих островів на материковій частині Південної Америки. На островах відзначені постійні сильні вітри, переважно південні. Південні Оркнейські острови, Південна Джорджія та Південні Сандвічеві острови холодніші через близькість континентальних мас.

### Аргентинська Антарктика
Це частина Антарктиди, на яку претендує Аргентина. Складається з сектору Антарктики між 25º і 74º західної довготи та 60º південної широти, де зокрема знаходяться Південні Шетландські острови, моря Веделла. Найвища точка — гора Чирігуано (3 660 м). Погода зазвичай холодна і вітряна, вологість повітря одна з найнижчих у світі.

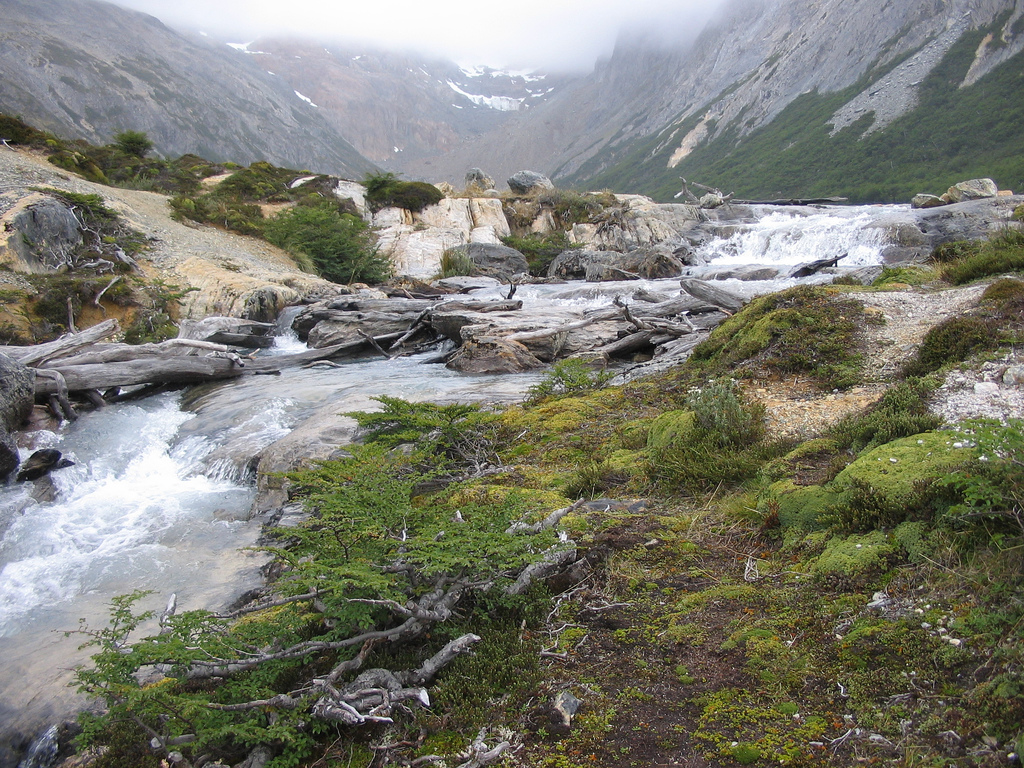
Національний парк Вогняна Земля
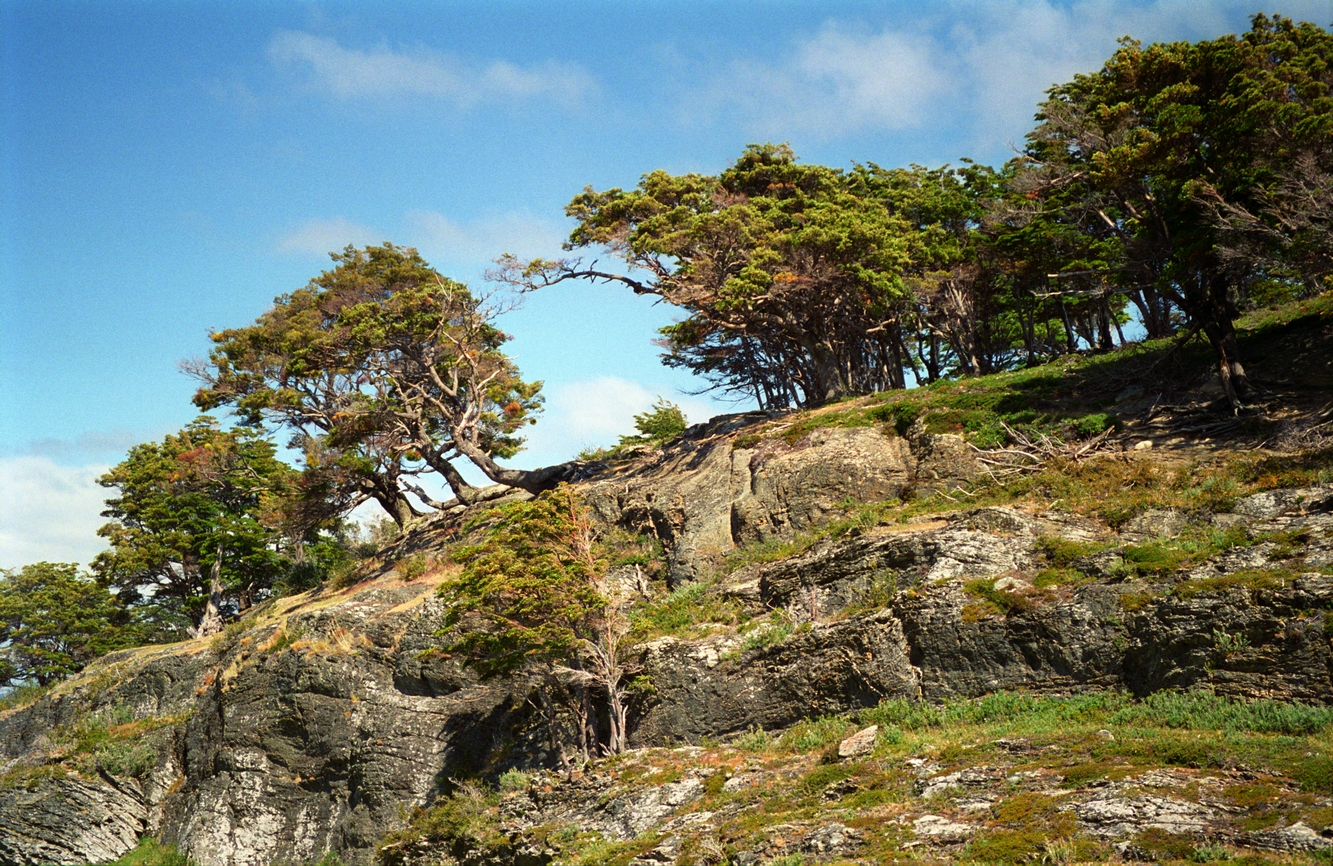
Рослинність Вогняної Землі
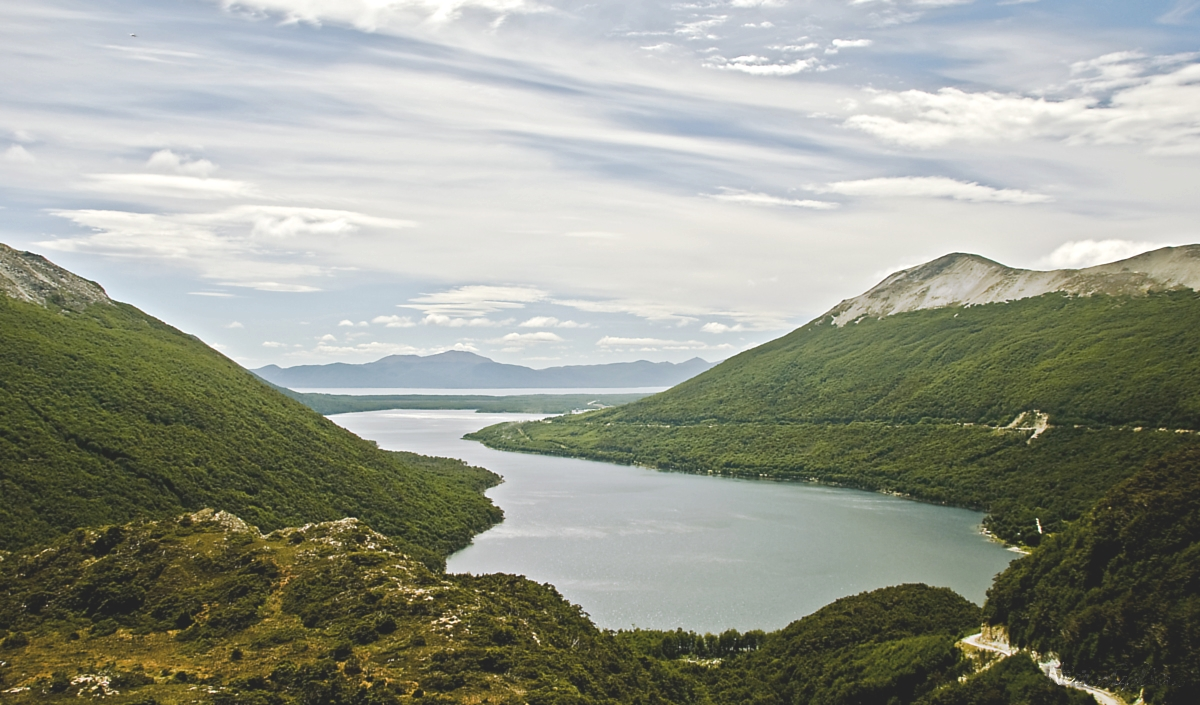
Озеро Ескондідо
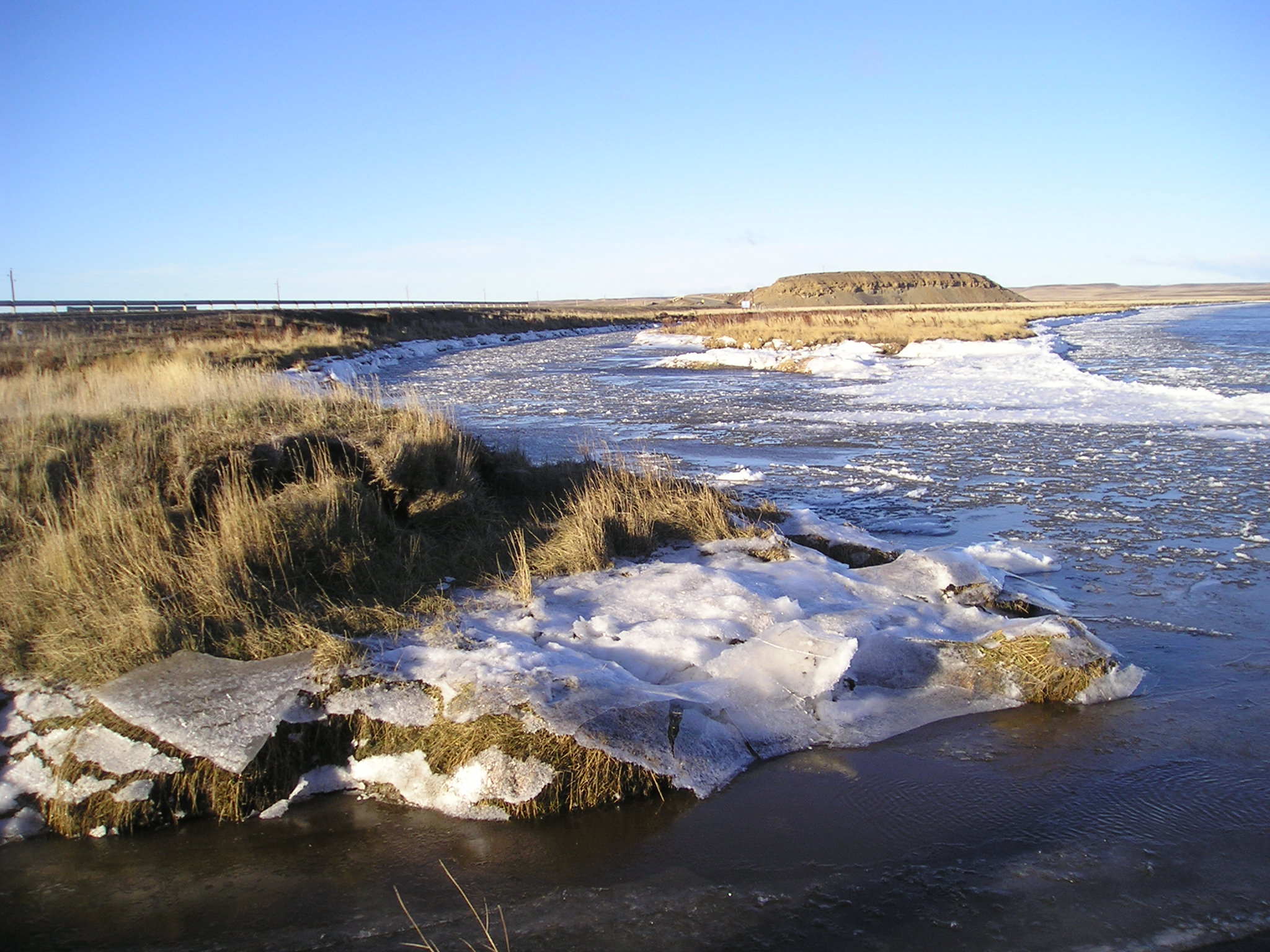
Ріо-Гранде взимку

## Адміністративно-територіальний поділ
Провінція поділяється на 4 департаменти:
- Аргентинська Антарктика (населення 190 осіб у тимчасових поселеннях)
- Острови південної Атлантики, які знаходяться під владою Британії
- Ріо-Гранде (населення 69 175 осіб), де знаходяться однойменний муніципалітет і комуна Толуїн
- Ушуая (56 825 осіб), де знаходиться лише один однойменний муніципалітет

Раніше також існували департаменти Буен-Сусесо, який увійшов до складу Ушуайї, та Естадос, на території якого було створено заповідник, а решту земель розподілено між іншими департаментами.

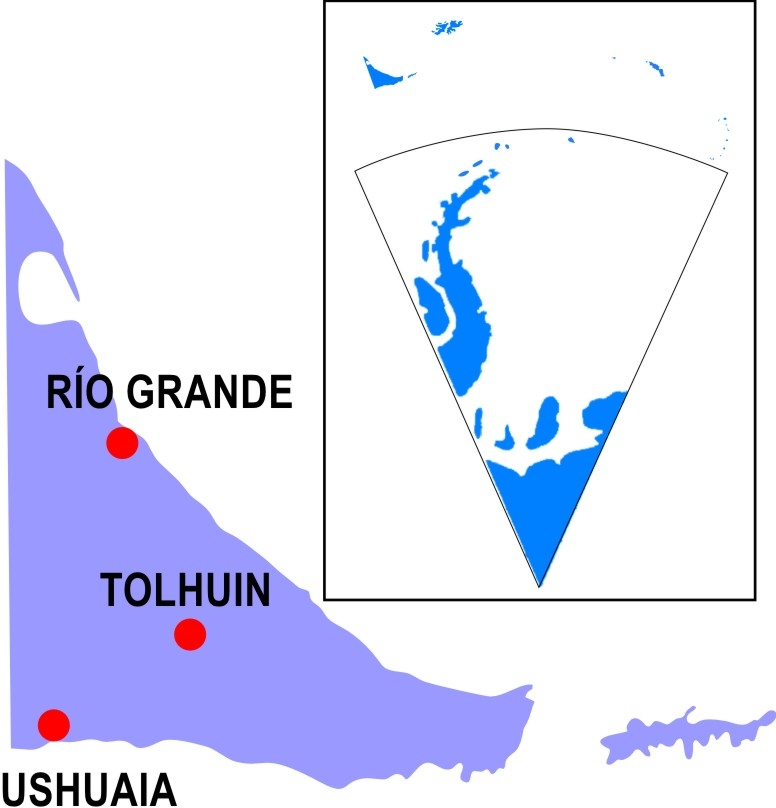
Міста провінції
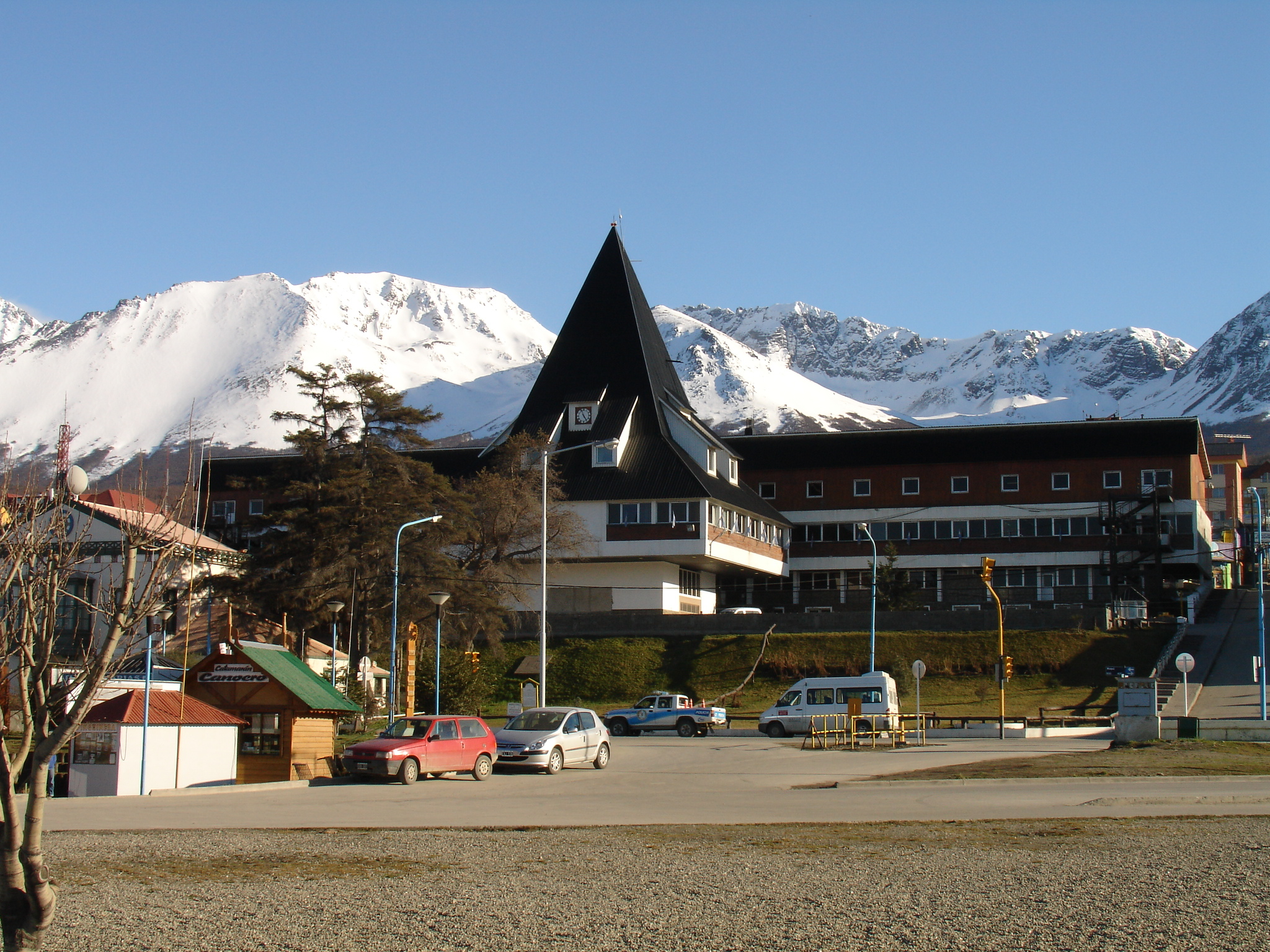
Ушуая
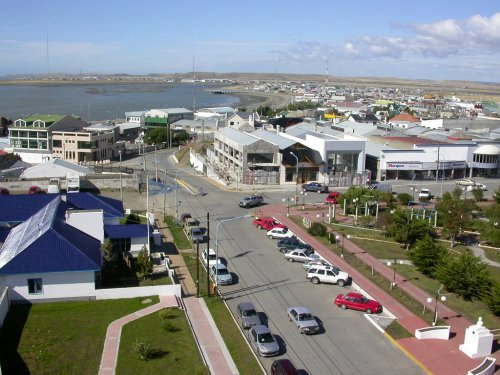
Ріо-Гранде
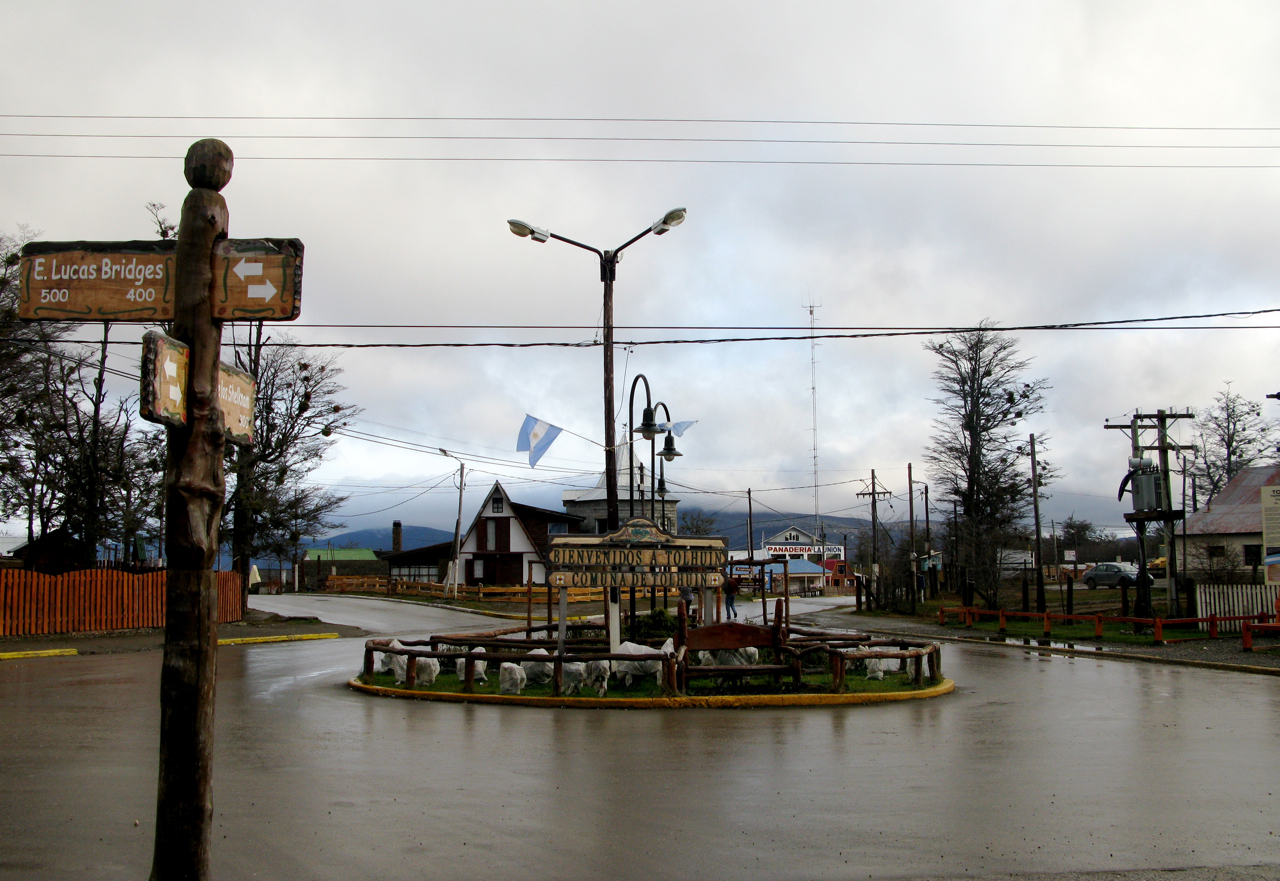
Толуїн

## Історія

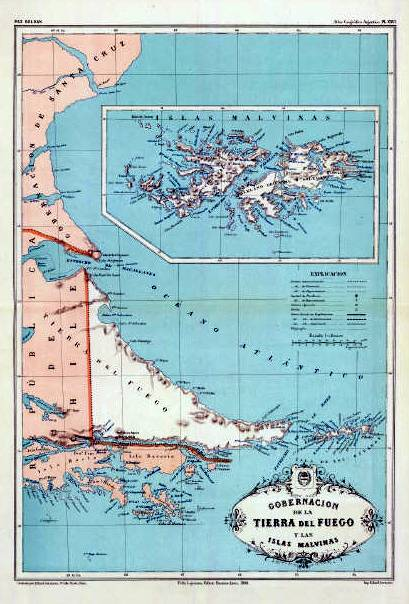
Мапа провінції 1888 року

До приходу білих людей Вогняна Земля була заселена яґанами, аушами, она, теуельче. Першим європейцем, який побував у цих місцях, був Фернан Магеллан 1520 року. У наступні століття велика кількість дослідників з різних країн побували в околицях Вогняної Землі, але систематичного її вивчення чи колонізації не відбувалося аж до XIX ст.
10 червня 1829 року аргентинським урядом було створено комендатуру Мальвінські острови, куди увійшли також прилеглі до них землі. 1833 року про свій контроль над островами оголосила Велика Британія.
У середині XIX ст. Луїс П'єдрабуена розпочав дослідження Вогняної Землі та заснував поселення Сан-Хуан-де-Сальваменто на острові Естадос. У 1870-х роках на острів Вогняна земля прибули англіканські місіонери, які заснували місто Ушуая. У 1880-х роках салезіани заснували місто Ріо-Гранде.
11 жовтня 1878 року Вогняна Земля була приєднана до губернаторство Патагонія. У 1880-1920-х роках тривала активна колонізація і дослідження земель провінції, а також одночасне винищення місцевих індіанців.
1881 року було встановлено сухопутний кордон між Аргентиною і Чилі на острові Ісла-Гранде по меридіану 68º36'38.
1884 року до Вогняної Землі було направлено експедицію під керівництвом Аугусто Лассерре, яка офіційно заснувала міста провінції та їх оголосила приналежність до Аргентини. 16 жовтня 1884 року було оголошено про розділення території Патагонії і створення зокрема національної території Вогняна Земля. Першим губернатором було призначено Фелікса Мар'яно Паса.
7 квітня 1948 року до національної території Вогняна Земля було додано територію сектора Антарктиди, на який претендувала Аргентина.
За часів правління Перона Вогняна Земля входила до складу провінції Патагонія. За президентства Педро Еухеніо Арамбуру вона увійшла до складу провінції Санта-Крус. 28 лютого 1957 року було відновлено існування Національної території Вогняна Земля, Антарктида та острови Південної Атлантики, до якої увійшли зокрема острови Піктон, Леннокс і Нуева, на які претендував Чилі, та Мальвінські острови, які були під владою Британії. Конфлікт з Чилі було вирішено підписанням мирного договору 29 листопада 1984 року, а питання про приналежність Мальвін вилилося у Фолклендську війну.
1991 року національна територія Вогняна Земля отримала статус провінції. 17 травня того ж року було прийнято конституцію провінції, а 1 грудня були проведені перші вибори, за результатами яких першим губернатором став Хосе Естабільйо.

## Економіка
ВВП провінції Вогняна Земля на 2008 рік становив 2,795 млрд доларів, що становить 1% від ВВП країни. Експорт на 2004 рік склав 189,1 млн доларів. У структурі експорту паливо та енергія становлять 67%, на продукцію промисловості припадає 33%. Сільське господарство розвинене слабко, здебільшого у галузі вівчарства. Основні експортні партнери:
- Чилі (46%)
- Бразилія (26%)
- США (15%)
- КНР (8%)

У 2004 році на провінцію припадало 3% аргентинського видобутку нафти і 11% газу. Другим стовпом економіки Вогняної Землі після добувної промисловості є рибальство: 10% морепродуктів Аргентини ловлять саме тут. Розвиток промисловості провінції стимулюється законодавчо завдяки існуванню тут спеціальної економічної зони. Основним промисловим продуктом місцевості є побутова техніка. Крім цього, важливе значення має туризм.

## Освіта
| Освіта у провінції Вогняна Земля (2009) | Освіта у провінції Вогняна Земля (2009) | Освіта у провінції Вогняна Земля (2009) | Освіта у провінції Вогняна Земля (2009) |
| Рівень                                  | Навчальних закладів                     | Учнів                                   | Працівників                             |
| --------------------------------------- | --------------------------------------- | --------------------------------------- | --------------------------------------- |
| Дошкільні                               | 41                                      | 6 028                                   | 617                                     |
| - державні                              | 29                                      | 4 381                                   | 476                                     |
| - приватні                              | 12                                      | 1 647                                   | 141                                     |
| Початкові                               | 49                                      | 15 571                                  | 1 352                                   |
| - державні                              | 39                                      | 13 049                                  | 1 187                                   |
| - приватні                              | 10                                      | 2 522                                   | 165                                     |
| Середні                                 | 34                                      | 14 996                                  | 1 113                                   |
| - державні                              | 22                                      | 11 149                                  | 917                                     |
| - приватні                              | 12                                      | 3 847                                   | 196                                     |
| Вищі                                    | 7                                       | 3 233                                   | 78                                      |
| - державні                              | 6                                       | 3 039                                   | 61                                      |
| - приватні                              | 1                                       | 194                                     | 17                                      |

## Туризм

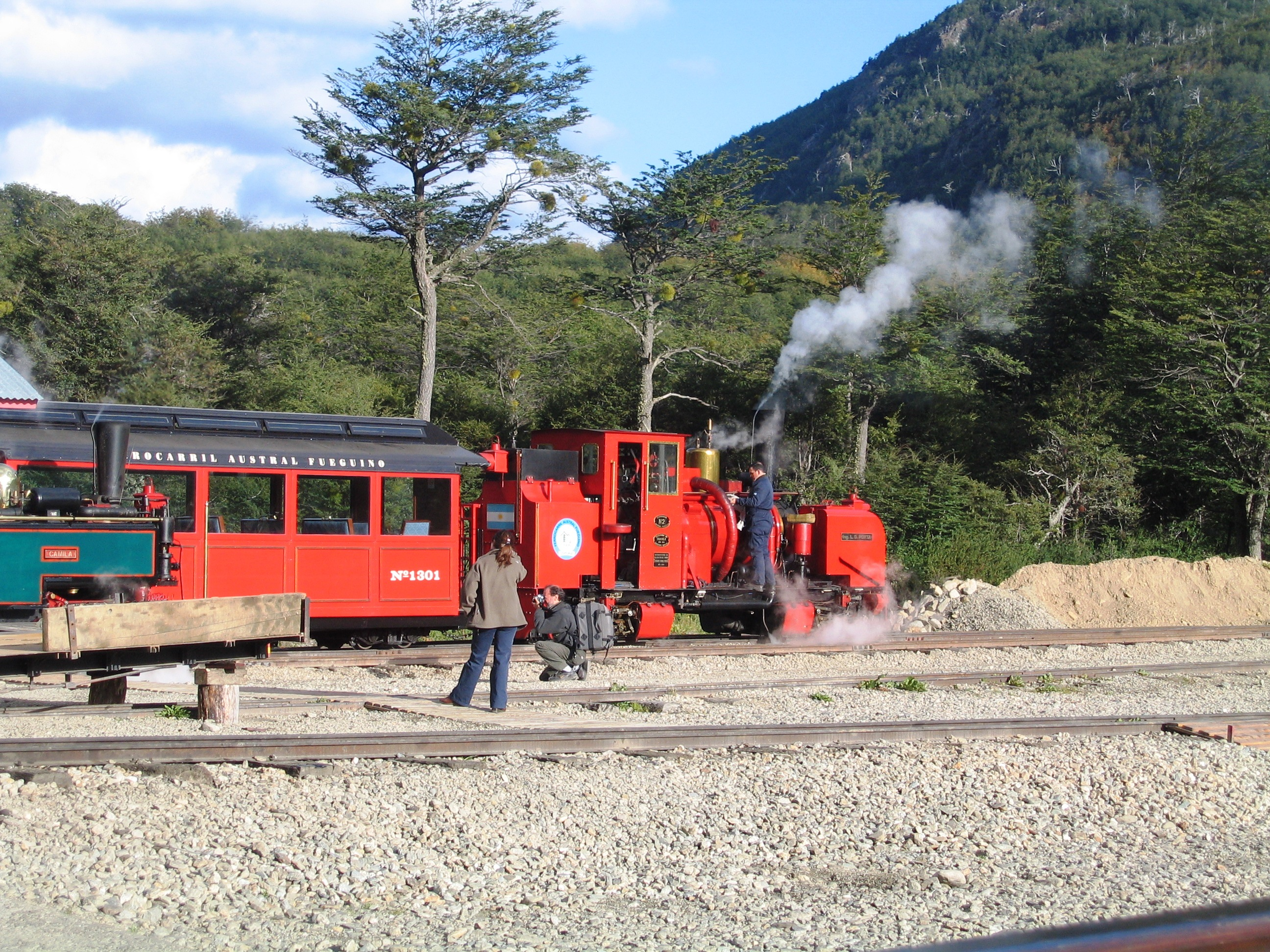
Поїзд Кінця Світу

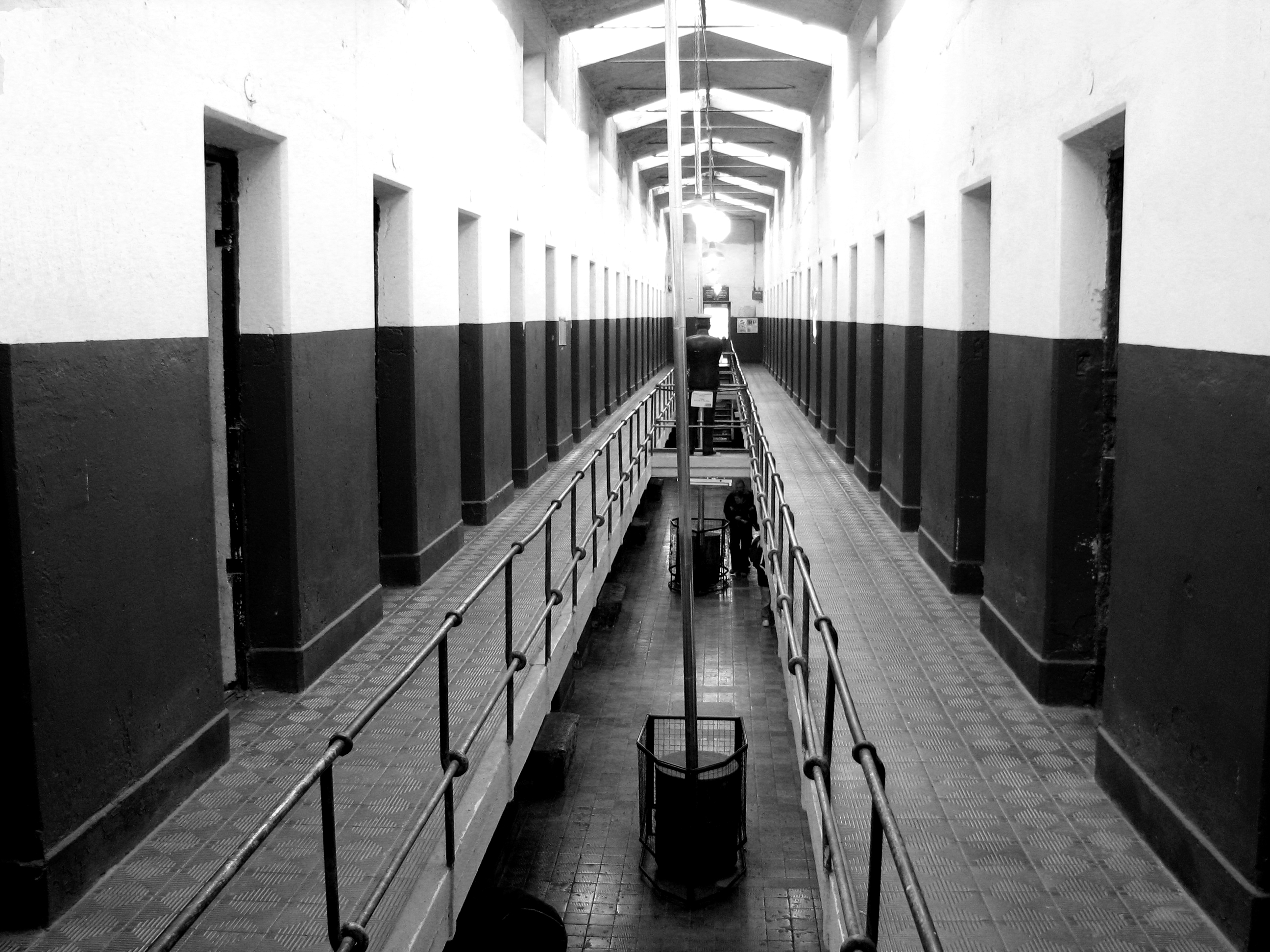
Гарнізон-тюрма

Різноманітність і унікальність природних пейзажів провінції, а також її історія, роблять Вогняну Землю популярною серед туристів з різних країн. Центром туристичної активності провінції є Ушуая, яку 2004 року відвідали 195 тисяч туристів, 60% з яких були іноземцями.
Туристично привабливими є природоохоронні зони провінції:
- Острів Естадос[8]
- Національний парк Вогняна Земля
- Заказник Плая Ларга (Ушуая)[9]
- Заказник Атлантичне узбережжя Ріо-Гранде[10]
- Заказники Толуїн[11]
- Заказник Чорна Лагуна (Толуїн)[12]
- Заказник Ріо-Вальдес[13]
- Тьєрра Майор
- Мартіаль[14]
- Лагуна Диявола[15]

Серед інших атракцій місцевості слід відзначити Музей Кінця Світу, старовинний гарнізон-тюрму, маяк Кінця Світу і гірськолижні курорти.